# Музей современного искусства (Нью-Йорк)
Музей современного искусства на Манхеттене в Нью-Йорке (англ. Museum of Modern Art, сокр. MoMA) — один из первых и наиболее представительных музеев современного искусства в мире, послуживший эталоном для многих других собраний подобного рода.
Третий по посещаемости музей в Соединённых Штатах, входит в первую двадцатку самых посещаемых художественных музеев мира — 3 066 337 посетителей в 2013 году. Одна из главных достопримечательностей Нью-Йорка.

## История
Идея музея современного искусства была разработана в 1929 году Эбби Альдрих Рокфеллер (жена Джона Д. Рокфеллера, младшего) и двумя её друзьями: Лилли П. Блисс и Мэри Куинн Салливан. Они арендовали скромные кварталы для нового музея в здании Heckscher на Пятой авеню в Манхэттене. Музей был открыт общественности 7 ноября 1929 года, через девять дней после Биржевого краха. Эбби Рокфеллер пригласила Ансона Гудера, бывшего президента Совета попечителей художественной галереи Олбрайт-Нокс в Буффало, Нью-Йорке, на должность президента нового музея. Эбби стала казначеем. В то время это был первый музей Америки, посвящённый исключительно современному искусству, и первый в своём роде на Манхэттене, который выставил работы европейского модернизма.
Гудер пригласил Пола Сакса и Фрэнк Кровни, в качестве попечителей. Сакс, заместитель директора и куратор гравюр и рисунков музея Фогг Гарвардского университета, был известен в те дни, как «собиратель кураторов». Гудер попросил его порекомендовать директора для музея, и Сакс предложил кандидатуру Алфреда Х. Барра, многообещающего молодого протеже. Алфред Барр стал первым директором Музея современного искусства. Его первая успешная выставка состоялась в ноябре 1929 года. На ней были представлены картины Ван Гога, Гогена, Сезанна и Сёра.
Музей первоначально базировался в шести комнатах галерей и офисов на двенадцатом этаже здания Heckscher в Манхэттане, на углу пятой авеню и 57-й улицы. В течение следующих десяти лет он переезжал в ещё три временных места. Причиной этого было то, что муж Эбби Рокфеллер, Джон Д. Рокфеллер младший, был против музея (а также против самого современного искусства) и отказался освободить средства для предприятия, которые должны были быть получены из других источников. Тем не менее в дальнейшем он пожертвовал музею землю, а также другие привилегии, и, таким образом, стал одним из величайших благотворителей музея.
В течение этого времени музей инициировал многие другие выставки известных художников, такие как одиночная выставка Винсента Ван Гога 4 ноября 1935 года. Эта выставка, содержавшая беспрецедентные шестьдесят шесть картин маслом и пятьдесят рисунков из Нидерландов, а также трогательные отрывки из писем художника,  имела крупный общественный успех и оказала сильное влияние на то, что люди до сих пор почитают художника.
Музей также приобрёл международную известность благодаря успешной ретроспективе Пикассо 1939—1940 годов, проведённой совместно с Чикагским институтом искусств. Эта была полностью спланирована Барром и восхваляла Пикассо как величайшего художника того времени, установив для всех музеев модель, которой они должны были следовать. За право иметь в собственности «Мальчика, ведущего лошадь», МоМА спорил с музеем Соломона Р. Гуггенхайма.
Когда сын Эбби Рокфеллер, Нельсон, был выбран Советом попечителей, чтобы стать его президентом в 1939 году, ему было 30 лет. Его брат, Дэвид Рокфеллер, также присоединился к Совету попечителей музея в 1948 году и принял президентство, когда Нельсон был избран губернатором Нью-Йорка в 1958 году. После того как строительство гостевого дома Рокфеллеров на 52-й улице Ист, 242 было завершено в 1950 году, в доме проводились некоторые мероприятия MoMA до 1964 года.
В 1937 году MoMA переместился в офисы и подвальные галереи в здании Time-Life в Рокфеллеровском центре.
В 1947 году руководством МоМА был подписан контракт с нью-йоркским музеем «Метрополитен», по которому произведения искусства по мере перехода из разряда современных в разряд классических должны были передаваться из МоМА в «Метрополитен». Если бы через шесть лет договор не был расторгнут, МоМА потерял бы огромную часть работ, ставших теперь «классикой» современного искусства.
15 апреля 1958 года огонь на втором этаже уничтожил 18-футовые (5,5 м) «Кувшинки» Моне (нынешние «Кувшинки» были приобретены вскоре после пожара в качестве замены).
В 1983 году музей более чем удвоил свою галерею и увеличил кураторский отдел на 30 процентов, добавил аудиторию, два ресторана и книжный магазин в сочетании со строительством 56-этажной музейной башни, примыкающей к музею.
В 1997 году музей провёл капитальный ремонт и расширение, разработанные японским архитектором Ёси Танигути совместно с архитектурной фирмой Kohn Pedersen Fox. Проект почти удвоил место для выставок и программ MoMA.
Музей был закрыт в течение двух лет в связи с ремонтом и переместил свои общественные операции во временное учреждение под названием MOMA QNS на Лонг-Айленд, Куинс. Когда MoMA был вновь открыт в 2004 году, ремонт оказался противоречивым. Некоторые критики считают, что дизайн Танигути был прекрасным примером современной архитектуры, в то время как многие другие были недовольны аспектами дизайна, такого как поток пространства.
В 2011 году MoMA приобрёл соседнее здание, построенное и занимаемое Американским музеем народного искусства на Западной 53-й улице.
Музей современного искусства закрылся для другого раунда крупных реконструкций с июня по октябрь 2019 года. После открытия 21 октября 2019 года MOMA добавил 47 000 квадратных футов (4 400 м2) галерейного пространства, и его общая площадь составляла 708 000 квадратных футов (65 800 м2).
В собрание музея входят произведения, без которых невозможно себе представить искусство XX века — «Звёздная ночь» Ван Гога, «Танец» Матисса, «Авиньонские девицы», «Спящие крестьяне» Пикассо, «Постоянство памяти» Дали, «Птица в пространстве» Бранкузи.

## Произведения
В музее находится более 150 000 произведений и примерно четыре миллиона кинофильмов.
В коллекцию входят:
- Постоянство памяти, Сальвадор Дали
- Тонущая девушка, Рой Лихтенштейн
- Белое на белом, Казимир Малевич
- Танец, Анри Матисс
- Буги-Вуги на Бродвее, Пит Мондриан
- Кувшинки, Клод Моне
- Авиньонские девицы, Пабло Пикассо
- Спящая цыганка, Анри Руссо
- Звёздная ночь, Винсент Ван Гог
- Банки с супом Кэмпбелл, Энди Уорхол
- Мир Кристины, Эндрю Уайет

### Галерея

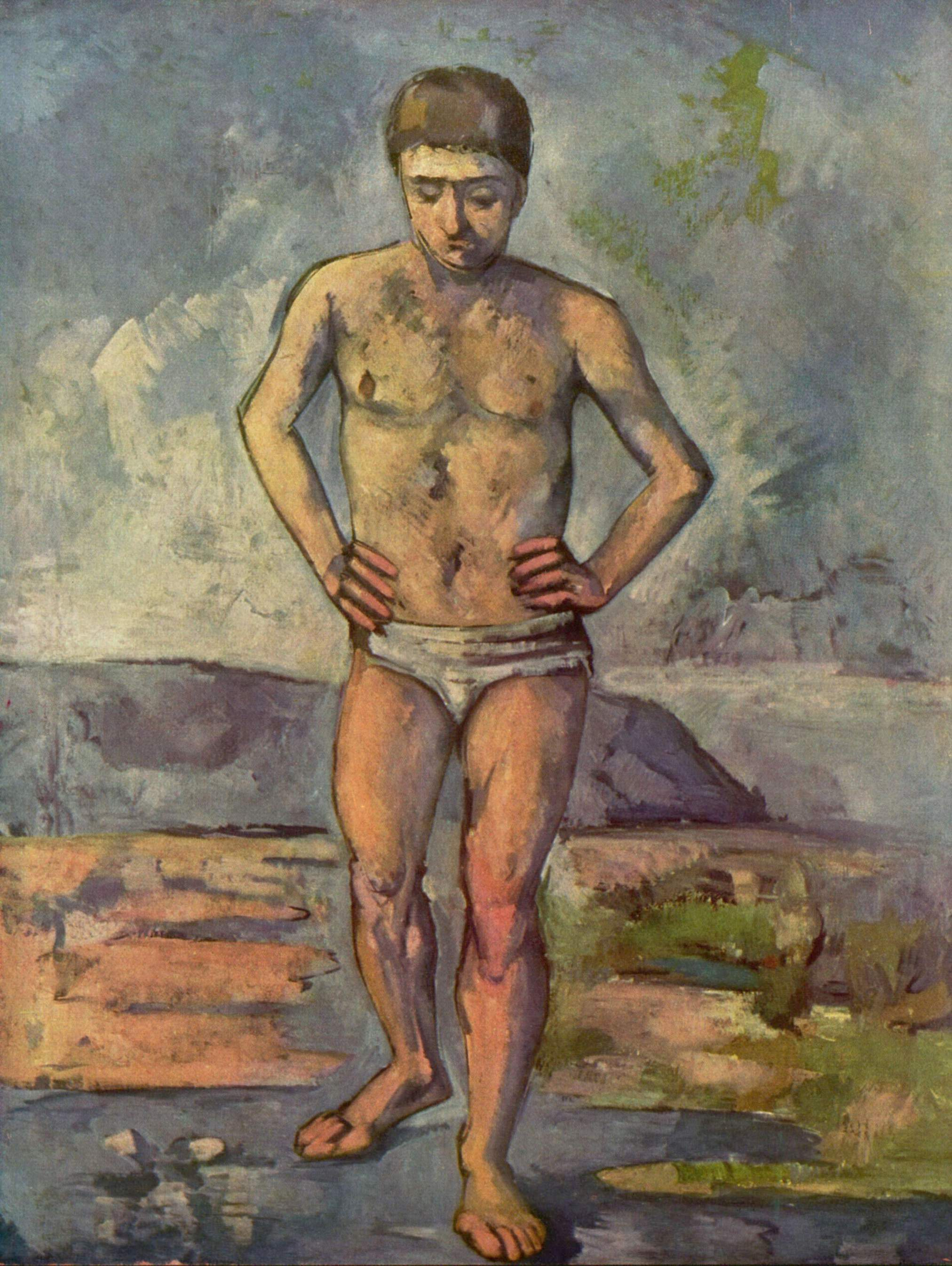
Купальщик, Поль Сезанн, 1885–87
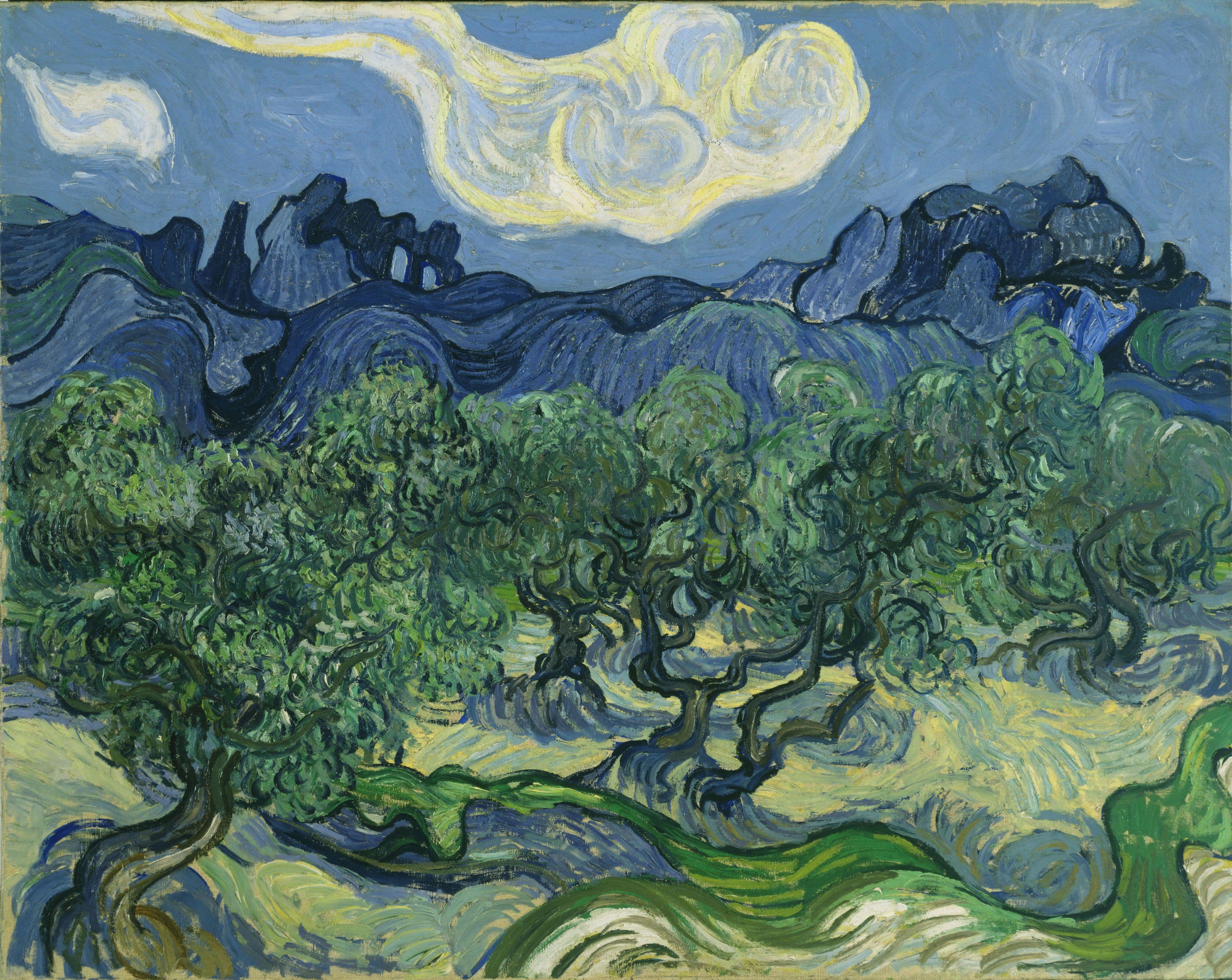
Оливковые деревья на фоне Альп, Винсент Ван Гог, 1889
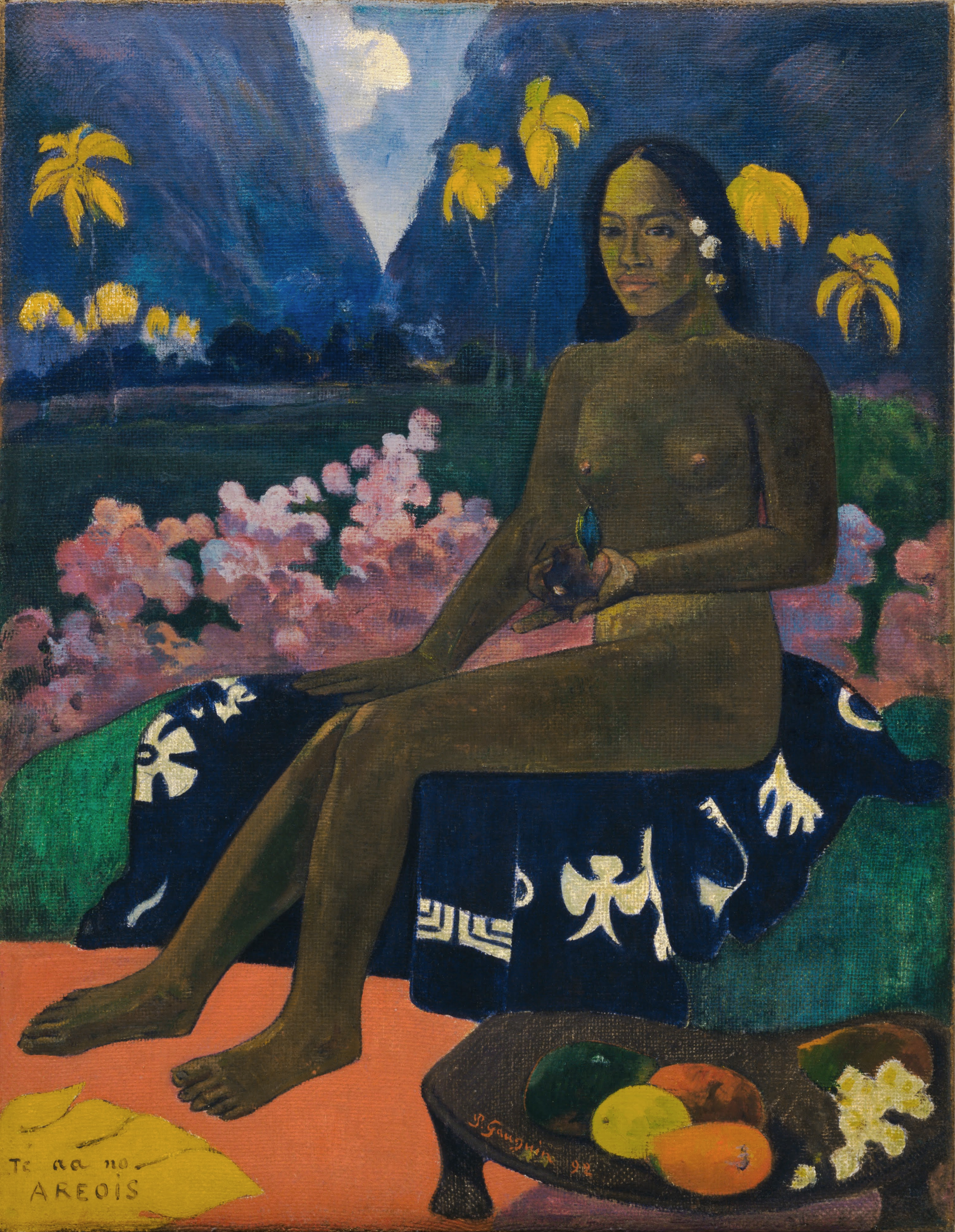
Семя Ареои, Поль Гоген, 1892
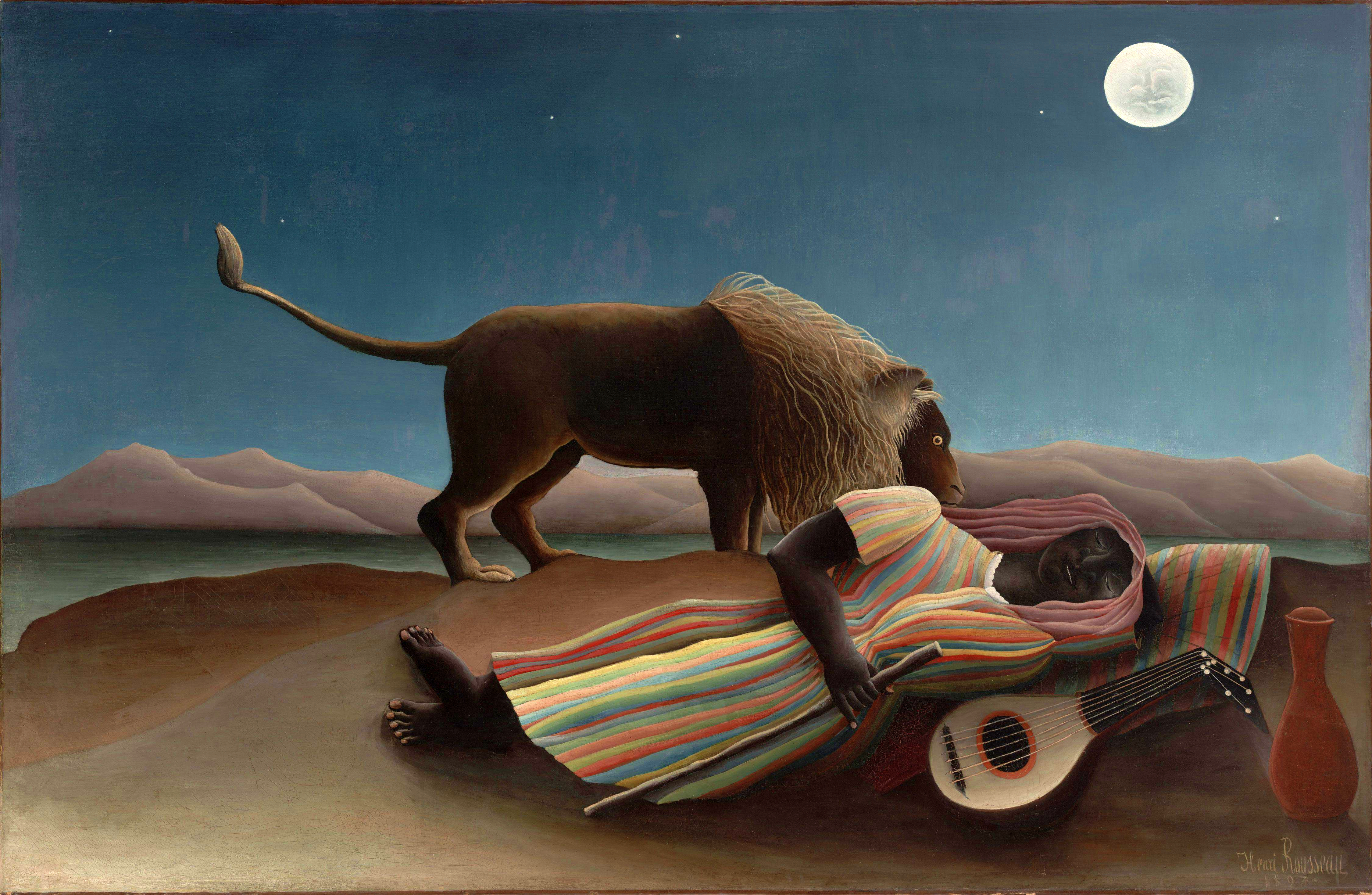
Спящая цыганка, Анри Руссо, 1897
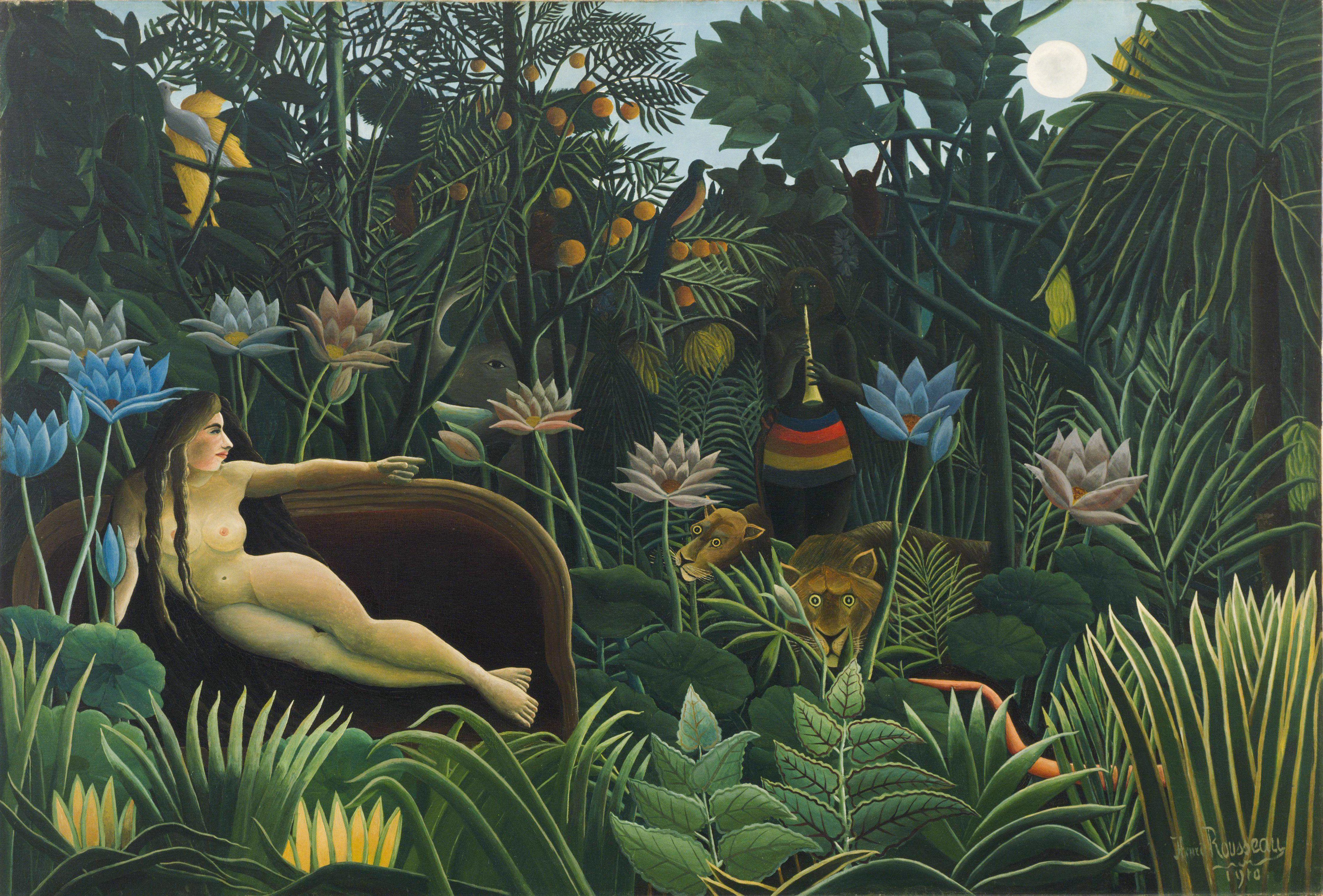
Сновидение, Анри Руссо, 1910
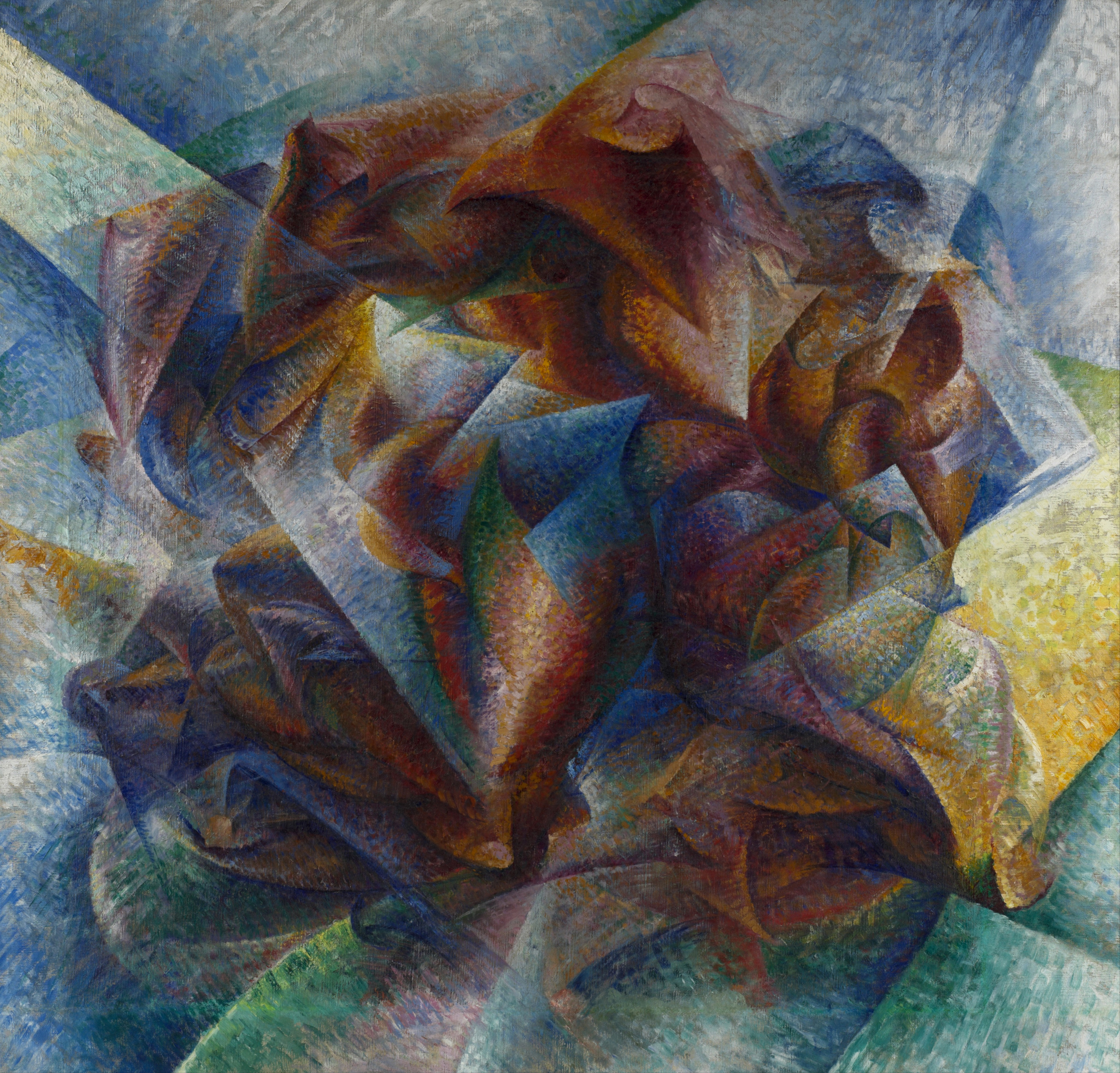
Динамизм футболиста, Умберто Боччони, 1913